# Röd fruktkråka
Röd fruktkråka (Haematoderus militaris) är en fågel i familjen kotingor inom ordningen tättingar.

## Utbredning och systematik
Fågeln förekommer från allra sydligaste Venezuela till Guyanaregionen och norra Amazonområdet i Brasilien. Den placeras som enda art i släktet Haematoderus och behandlas som monotypisk, det vill säga att den inte delas in i några underarter. 

## Status och hot
Arten har ett stort utbredningsområde, men tros minska i antal, dock inte tillräckligt kraftigt för att den ska betraktas som hotad. Internationella naturvårdsunionen IUCN listar arten som livskraftig (LC).